# Randalstown
Randalstown is een plaats in het Noord-Ierse graafschap County Antrim. De plaats telt 4956 inwoners, en is genoemd naar Randal MacDonnell (1609-1683) 2e graaf en 1e markies van Antrim.

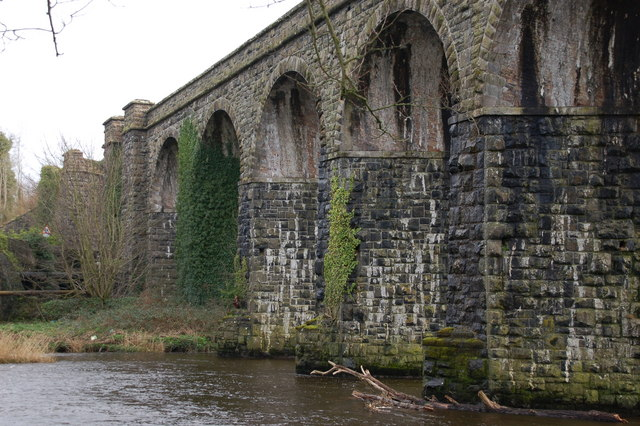
Voormalige spoorbrug in Randalstown

## Geboren
- John Bodkin Adams (1899-1983), verondersteld moordenaar

Antrim · Ballycarry · Ballycastle · Ballyclare · Ballymena · Ballymoney · Bushmills · Carrickfergus · Cushendun · Glengormley · Greenisland · Larne · Lisburn · Newtownabbey · Portrush · Randalstown